# بوفير فرنانديز
بوفير فرنانديز (بالهولندية: Guyon Fernandez)‏ (و. 1986  م) هو لاعب كرة قدم من مملكة هولندا، وكوراساو، ولد في لاهاي، بدأ مشواره المهني سنة 2007، مركز لعبه هو مهاجم.

## روابط خارجية
- بوفير فرنانديز على موقع قاعدة بيانات كرة القدم.إي يو (الإنجليزية)
- بوفير فرنانديز على موقع ناشيونال فوتبول تيمز (الإنجليزية)
- بوفير فرنانديز على موقع Soccerbase.com (لاعب) (الإنجليزية)
- بوفير فرنانديز على موقع Soccerway.com (الإنجليزية)